# Ормолу

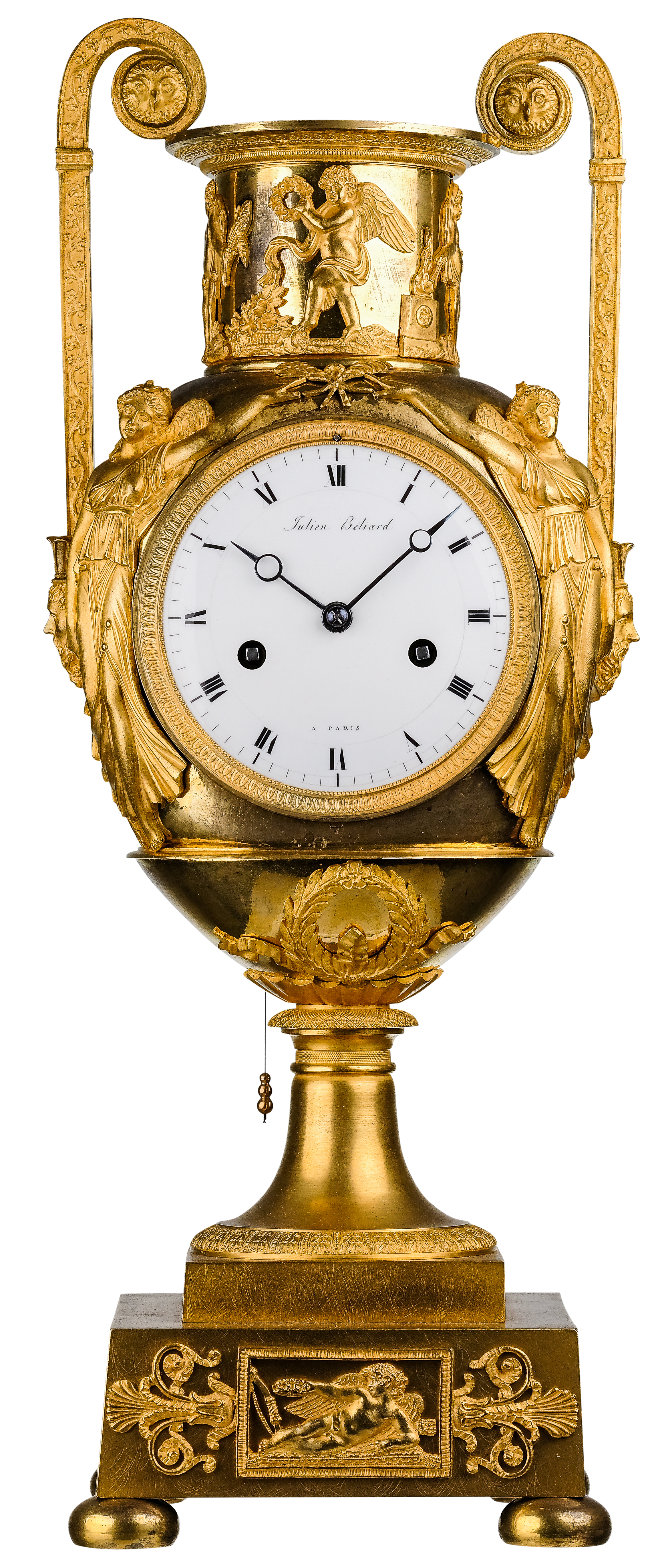
Французький камінний годинник ормолу (близько 1800 р.) роботи Жульєна Бельяра (1758 р. — помер після 1806 р.), Париж. Корпус годинника Клода Галле (1758—1815)

Ормолу (/ˈɔːrməˌluː/; від французького або moulu «мелене/товчене золото») — це техніка позолоти, яка полягає в нанесенні тонко подрібненої висококаратної золото-ртутної амальгами на предмети з бронзи та предмети, оброблені таким чином. Ртуть відганяється в печі, залишаючи золоте покриття. Французи називають цю техніку бронзовим Доре; англійською мовою вона відома як gilt bronze. Близько 1830 року законодавство у Франції заборонило використання ртуті з міркувань здоров'я, хоча використання продовжувалося до 1900-х років.

## Процес
Для виготовлення справжнього ормолу використовується процес, відомий як ртутне золочення або вогневе золочення, у якому розчин нітрату ртуті наноситься на шматок міді, латуні або бронзи; з подальшим нанесенням амальгами золота та ртуті. Потім предмет піддають сильному нагріванню, поки ртуть не випарується, а золото залишиться, прилипаючи до металевого предмета.
Цей процес, як правило, був витіснений гальванічним нанесенням золота на нікелеву підкладку, що є більш економічним і менш небезпечним.

## Інтернет-ресурси
- National Pollutant Inventory — Copper and compounds fact sheet
- Kevin Brown, Artist and Patrons: Court Art and Revolution in Brussels at the end of the Ancien Regime, Dutch Crossing, Taylor and Francis (2017)